# Fernando Solá
Fernando Solá (Carmen del Sauce, 11 de febrero de 1906 - Pergamino, 30 de julio de 1978) fue un abogado argentino que ejerció como ministro de Trabajo de la Nación durante la presidencia de Arturo Illia.

## Biografía
Realizó sus estudios secundarios en la ciudad de Pergamino, provincia de Buenos Aires, para luego dirigirse a Córdoba, en cuya Universidad  se recibió de abogado.
Casado en 1935 con Ascensión Elena Caturla, tuvo cinco hijos: Rosa Elena Concepción (1937), Fernando Antonio Julio (1939), María Teresa (1941), Ricardo (1945-fallecido en 1946) y Eduardo Héctor (1948)
Desde joven se afilió a la Unión Cívica Radical, y fue elegido concejal de la ciudad de Pergamino.
En 1948 fue elegido diputado nacional por el radicalismo, integrando el "Bloque de los 44" diputados radicales opositores al peronismo junto a personalidades como Ricardo Balbín, Arturo Frondizi, Crisólogo Larralde, Arturo Illía y otros, banca que ocupó hasta 1950.
En 1962 integró con Crisólogo Larralde la fórmula de la UCRP como candidato a vice gobernadr de la provincia de Buenos Aires. Pero el 23 de febrero de 1962, pocos días antes de las elecciones, falleció Larralde durante un acto de campaña. Sin tiempo para modificar la fórmula, esta quedó conformada por Solá y Emilio Parodi, que fueron derrotados por los peronistas —con el rótulo de Unión Popular— Andrés Framini y Francisco Marcos Anglada. Ante la inesperada victoria peronista, el presidente Arturo Frondizi anuló las elecciones, aunque no pudo evitar ser derrocado y reemplazado por José María Guido. En las elecciones de 1962 el peronismo ganó la gobernación de diez de las catorce provincias, incluida la poderosa provincia de Buenos Aires, donde triunfó el combativo dirigente sindical textil Andrés Framini. En la Provincia de Buenos Aires el peronismo (Unión Popular) obtuvo 1.197.000 sufragios, contra 764.300 de la UCRI (Guillermo Acuña Anzorena - Horacio J. Zubiri) y 636.126 de la UCRP (Fernando Solá, en reemplazo del súbitamente fallecido Crísólogo Larralde, acompañado por Emilio Parodi).
Al ascender a la presidencia el radical Arturo Umberto Illia, en octubre de 1963, nombró a Solá ministro de Trabajo y Seguridad Social. Illia no accedió a dar cargos en el parlamento a los legisladores ligados al peronismo que habían llegado mediante partidos provinciales y prontamente designó al frente del Ministerio de Trabajo a Fernando Sola, un compueblano de Pergamino. Su intento de diluir el poder sindical peronista, a través del encarcelamiento de los principales dirigentes gremiales debilitaron su gobierno y pusieron a la cúpula cegetista en la oposición. Por eso los meses finales fueron de clara confrontación con el peronismo. En 1963 convenció a Illia de no aceptar el reclamo de la CGT de investigar la desaparición del militante sindical metalúrgico Felipe Vallese.
En julio de 1965 en el marco del Plan de Lucha se realizaron marchas y actos en Capital Federal y Gran Buenos Aires. El 17 de octubre la Unión Popular convoca a un acto en Parque de los Patricios al que adhiere la CGT. Aunque el Ministerio del Interior lo prohíbe se realiza lo mismo. La CGT convoca a un paro activo el 21 de octubre, que se cumple masivamente, y en que a raíz de la represión policial mueren tres obreros metalúrgicos, José Gabriel Mussi, Ángel Norberto Retamar, peronistas y Néstor Méndez, comunista.
Se establecieron multas y embargos sobre los bienes de varios dirigentes sindicales en especial peronistas y comunistas debido haber aprobado el Plan de Lucha contra el gobierno. En 1965 prohibió que se realizaran actos de homenaje a las personas asesinadas en los fusilamientos de 1956 y a Felipe Vallese, y reprimió con la policía el intento de la oposición de realizar los actos, con numerosos heridos y detenidos. Ese mismo año suspendió la personería gremial de los sindicatos del Calzado, la Construcción, Sanidad y del Caucho. La segunda etapa consistió en la toma de fábricas, ya durante el gobierno de Illia, desde el 21 de mayo al 26 de junio de 1964. Fueron siete operativos, en los que hubo 11.000 establecimientos ocupados que involucraron a 3.913.000 trabajadores. Fue una experiencia inédita, nunca antes había ocurrido.
Era considerado un partidario de Balbín. Colaboraron en el ministerio como subsecretario de Trabajo Germán López, y como subsecretario de Seguridad Social Enrique Rabinovich. Fue duramente enfrentado por la CGT, que organizó numerosas huelgas, en parte por razones salariales y también por razones políticas, debido a las prohibiciones que pesaban sobre el peronismo y el posible regreso del general Perón. Su mandato terminó con el golpe de Estado que derrocó a Illia, el 28 de junio de 1966.
Falleció en Pergamino en julio de 1978, luego de una enfermedad terminal. En su velatorio hablaron, entre otros, Ricardo Balbín, Raúl Alfonsín y Raúl Borrás.